# Mount Hayton
Mount Hayton är ett berg i Antarktis. Det ligger i Östantarktis. Nya Zeeland gör anspråk på området. Toppen på Mount Hayton är 225 meter över havet.
Terrängen runt Mount Hayton är huvudsakligen kuperad. Trakten är obefolkad. Det finns inga samhällen i närheten.